# Список авторов почтовых марок СССР
Спи́сок а́второв почто́вых ма́рок СССР — список всех мастеров малой графики, создававших почтовые марки РСФСР и СССР с 1918 по 1991 годы.
Работа художника, непосредственно нарисовавшего марку, может быть основана на произведении другого автора, например, на фотографии. Фотограф, автор этой фотографии, является первичным автором, а непосредственный автор рисунка — вторичным. В этом случае удобно называть художника автором первого порядка, а фотографа — автором второго порядка.
В список, представленный ниже, включены не только непосредственные авторы почтовых марок, но также и авторы второго порядка, чьи произведения были использованы при создании оригинала почтовой марки, и авторы третьего порядка, на произведениях которых основаны работы авторов второго порядка.
Возможен случай, когда автор первого и второго порядков — один и тот же человек. Например, художник и скульптор И. Д. Шадра нарисовал на марках Золотого стандарта свои скульптуры «Рабочий», «Крестьянин» и «Красноармеец».

## Основные сведения
Автор почтовой марки — художник (англ. designer) или гравёр (англ. engraver), создающий оригинал почтовой марки (англ. stamp), то есть художественное произведение (англ. artwork), которое в конечном итоге используется для изготовления марки.
Список авторов рисунков марок имеется в некоторых филателистических изданиях:
- Почтовые марки СССР. 1958—1959. Каталог, 1960[5];
- Левiтас Й. Я., Басюк В. М. Всё про марки, 1974[6];
- Климов Ю. М. Искусство на почтовых марках. Ч. II, 1977[7].

Работа авторов, непосредственно рисующих марку, может быть основана на произведениях других авторов, например, фотографов. Краткая классификация авторов рисунков марок имеется в японском «Специализированном каталоге почтовых марок Японии» JSCA:
- художник (яп. 原画(原図)作者);
- гравёр (яп. 原版彫刻者);
- фотограф (яп. 原画写真撮影者);
- первичный законный автор (яп. 原画構成者);
- вторичный автор, берущий за основу первичное произведение (яп. 原画(原図)修整者).

Более точное определение автора марки следующее. Автор почтовой марки — человек, так или иначе участвующий в создании рисунка марки. Автор первого порядка почтовой марки — автор марки, непосредственно создавший рисунок марки. Автор второго порядка почтовой марки — автор, работа которого была использована автором первого порядка. Автор третьего порядка почтовой марки — автор, работа которого была использована автором второго порядка порядка. Автор наибольшего порядка марки является первичным автором, тогда как авторы более низких порядков — вторичными.
Список всех мастеров малой графики, создававших почтовые марки РСФСР и СССР с 1918 по 1991 годы, приведён ниже вместе с номерами ЦФА (АО «Марка») созданных ими марок. В этот список включены также авторы второго порядка, чьи произведения были использованы при создании оригинала почтовой марки, и авторы третьего порядка, на произведениях которых основаны работы авторов второго порядка. В списке указано, в каком профессиональном качестве участвовали авторы в создании марок. Сведения о наличии авторов брались только из каталогов почтовых марок.
Авторами второго и выше порядков могут быть:
- художник (англ. designer);
- гравёр (англ. engraver);
- скульптор (англ. sculptor):
- архитектор (англ. architect);
- инженер (англ. engineer);
- фотограф (англ. photographer);
- кинооператор (англ. camera operator);
- режиссёр (англ. director);
- композитор (англ. composer);
- любой человек, чьё факсимиле подписи напечатано на почтовой марке, поскольку «подпись может быть приравнена к произведению изобразительного искусства — графике»[10], а также факсимиле нот и детский рисунок.

Список номеров почтовых марок ЦФА (АО «Марка») РСФСР и СССР с указанием авторов находится на страницах Викисклада  Stamps of the Soviet Union and Soviet Russia by CPA numbers.
Список авторов почтовых марок СССР основан на следующих каталогах, содержащих наиболее полные сведения об авторах второго порядка и дополняющих друг друга:
- Каталог почтовых марок СССР. 1918—1974 / Ред. М. Е. Гинзбург, М. И. Спивак (1918.07.07—1974.12.25);
- Каталог почтовых марок СССР. 1918—1980. Том 1 (1918—1969) / Ред. М. И. Спивак;
- Каталог почтовых марок СССР. 1918—1980. Том 2 (1970—1980) / Сост. и ред. М. И. Спивак;
- Ляпин В. А. Каталог почтовых марок России (1856—1991);
- Петрищев А. С. STAMPRUS — Каталог почтовых марок СССР. 1961—1975;
- Петрищев А. С. Каталог почтовых марок СССР. 1976—1991;
- Michel. Sowjetunion-Spezial-Katalog 2005/06.

Использованы также два русских каталоги с нумерацией ЦФА (АО «Марка»):
- Почтовые марки России и СССР. Специализированный каталог. Том 4. РСФСР, СССР (1923—1960). 2022/23 / Под ред. В. Ю. Соловьёва;
- Почтовые марки России и СССР. Специализированный каталог. Том 5. СССР 1961—1991. 2015/16 / Под ред. В. Ю. Соловьёва

и разные редакции каталога Великобритании:
- Stanley Gibbons Stamp Catalogue. Part 10. Russia. 7th edition, 2014;
- Stanley Gibbons Stamp Catalogue. Part 10. Russia. 4th edition, 1991.

Следует иметь в виду, что каталог Соловьёва показывает «лишнюю» почтовую марку под № 86. Каталоги Загорского и Ляпина относят марку № 86 из каталога Соловьёва к одной из пробных.

## Особые случаи
Номера ЦФА (АО «Марка») первых почтовых марок СССР, посвящённых художнику:
- 673—675 (Т. Г. Шевченко).

Номера ЦФА (АО «Марка») первых почтовых марок СССР, посвящённых иностранным художникам:
- 1951 (Рембрандт), 1952 (Сэссю).

Возможен случай, когда автор первого и второго порядков — один и тот же человек. Например, художник и скульптор И. Д. Шадра нарисовал на марках Золотого стандарта свои скульптуры «Рабочий», «Крестьянин» и «Красноармеец». Следующие авторы рисовали марки, используя другие свои работы:
- И. Д. Шадр, по своим скульптурам (ЦФА 99—194);
- Л. Ф. Голованов, по своим плакатам (ЦФА 2401, 2547, 2663).

Авторы третьего порядка участвовали в создании почтовых марок со следующими номерами ЦФА (АО «Марка»):
- 288—290, 321 (В. И. Ленин); 716 (М. Ю. Лермонтов); 804, 805, 1515, 1518, 1960—1962 (А. В. Суворов); 958, 959; 1744, 1745 (А. С. Грибоедов); 1357, 1358 (М. В. Ломоносов); 1422, 1423 (А. Н. Радищев); 1751 (В. И. Ленин); 1885 (И. П. Кулибин); 2000 (Леонард Эйлер); 2064 (В. И. Ленин); 2172 (Восстание арсенальцев); 2230 (В. В. Капнист); 2548, 2549 (Т. Г. Шевченко); 2640 (М. В. Ломоносов).

Почтовые марки без авторов:
- надпечатка на доплатных марках: 251—270;
- коллектив художников Гознака: 535 (Н. А. Добролюбов); 660—662 (П. Д. Осипенко, М. М. Раскова, В. С. Гризодубова); 667 (рабочий-сталевар); 1388 (Государственный герб); 1703—1707 (ордена СССР); 1753 (И. В. Сталин); 1932, 2016 (Роберт Бёрнс); 2051, 2052 (голубь мира); 2283 (Роберт Бёрнс).

Замеченные в некоторых каталогах почтовых марок СССР серьёзные опечатки имён авторов почтовых марок:
- во втором стандартном выпуске СССР (октябрь 1927) вместо художника А. Якимченко напечатано Л. Якимченко;
- в серии «100-летие со дня смерти Пушкина» (февраль 1937) вместо архитектора памятника Пушкину в Москве И. Богомолова напечатано П. Богомолов;
- в серии «30-летие Советской Армии» (февраль 1948) (и далее во многих других) указан художник Е. Соколов без одного инициала, что в данном случае можно приравнять к опечатке, поскольку художника невозможно идентифицировать. В каталоге Великобритании 4-й редакции 1991 года приведены оба инициала: E. I. Sokolov (в более поздней 7-й редакции каталога 2014 года второй инициал удалён: Ye. Sokolov);
- для одиночной марки «50-летие со дня смерти Каюма Насыри» (ноябрь 1952) во всех русских каталогах неправильно указан инициал художника: А. Соколов, тогда как в каталоге Великобритании 4-й редакции 1991 года приведены правильные инициалы: E. I. Sokolov (в более новой 7-й редакции каталога 2014 года: Ye. Sokolov), в немецком каталоге также E. Sokolow;
- для серии марок «V Всемирный конгресс профсоюзов в Москве» (ноябрь—декабрь 1961) во всех русских каталогах неправильно указан один из художников: И. Крылов, тогда как в каталоге Великобритании 4-й редакции 1991 года вместо него приведён художник N. E. Kruglov (в более новой 7-й редакции каталога 2014 года: N. Kruglov), в немецком каталоге также N. Kruglow;
- для серии марок «IX зимние Олимпийские игры в Инсбруке (Австрия)» (январь—март 1964) во всех русских каталогах неправильно указан один из художников: Е. Галицкий, тогда как в каталоге Великобритании 4-й редакции 1991 года вместо него приведён художник E. Galinsky (в более новой 7-й редакции каталога 2014 года: Ye. Galinsky), в немецком каталоге также E. Galinski.

(Обработаны № 1—3138.)
| # А Б В Г Д Е Ё Ж З И Й К Л М Н О П Р С Т У Ф Х Ц Ч Ш Щ Э Ю Я |

## А
Абдурахманов, Фуад Гасан оглы (Fuad Abdurahmanov) (1915—1971), скульптор.
- 2238.

Абрамов, Ю. И., художник.
- 2139—2142.

Абросимов, Павел Васильевич (Pavel Abrosimov) (1900—1961), архитектор.
- 1230; 1576; 1681; 1729; 1838, 1840; 2037, 2042; 2047; 2065, 2070; 2155; 2168; 2173, 2175; 2257; 2441; 2561, 2564; 2932.

Аввакумов, Николай Михайлович (Nikolai Avvakumov) (1908—1945), художник.
- 1519.

Авилов, Михаил Иванович (Mikhail Avilov) (1882—1954), художник.
- 593.

Агибалов, Василий Иванович (Vasyl Ahibalov) (1913—2002), скульптор.
- 2254.

Азгур, Заир Исаакович (Zair Azgur) (1908—1995), скульптор.
- 2234; 3070.

Айвазовский, Иван Константинович (Ivan Aivazovsky) (1817—1900), художник.
- 1584, 1585.

Акимушкин, Николай Никитич (1925—1973), художник.
- 2657; 2798; 2799.

Алабян, Каро Семёнович (Karo Halabyan) (1897—1959), архитектор.
- 547, 550; 664, 666; 763.

Алевиз Новый (Aloisio the New) (XV век—1531?), архитектор.
- 1176, 1178.

Александров, Иван Гаврилович (Ivan Alexandrov) (1875—1936), инженер.
- 398, 1101, 1102; 1231.

Алексеев, Георгий Дмитриевич (Georgiy Alekseev) (1881—1951), скульптор.
- 1626; 1665, 1666.

Алексеев, Михаил Юрьевич (1927—1999), художник.
- 3162—3171.

Алексеев, Николай Васильевич (Nikolay Alexeyev) (1894—1934), художник.
- 227, 228; 370, 375.

Алёшин, Павел Федотович (Pavel Alyoshin) (1881—1961), архитектор.
- 1759.

Алякринский, Пётр Александрович (Petr Alkrinsky) (1892—1961), художник.
- 847—849, 851.

Амашукели, Элгуджа Давидович (Elguja Amashukeli) (1928—2002), скульптор.
- 2248.

Амосова-Бунак, Ольга Фёдоровна (Olga Fjodorovna Amosova-Boenak) (1888—1965), художник.
- 273, 274; 316, 323, 327, 333, 345; 354, 356.

Андреев, Вячеслав Андреевич (1890—1945), скульптор, художник.
- 663, 665; 1013, 1014; 1015—1029; 1049—1052; 1082—1086; 1114—1130; 1139—1140; 1143—1144; 1147—1152; 1163—1200; 1234, 1235; 1243, 1244; 1256, 1257; 1268—1272; 1308—1312; 1334—1336; 1339—1344; 1347—1356; 1373—1378; 1424—1433; 1474—1478; 1484—1489; 1493—1496; 1500, 1501; 1516, 1517, 1519; 1527—1529; 1532—1535; 1543—1548; 1576—1583; 1592—1595; 1614—1617; 1687—1689; 1807.

Андреев, Николай Андреевич (Nikolay Andreyev) (1873—1932), скульптор, художник.
- 243, 244, 280; 2066; 2259.

Андреев, Павел Андреевич (1815—1862), художник.
- 1644.

Андреева, Е., художник.
- 1818—1836; 1869—1881.

Андрианов, С., художник.
- 3035.

Андриевский (Андреевский), Сергей Григорьевич (1898—1978), архитектор.
- 398, 1101, 1102; 1231.

Аникушин, Михаил Константинович (Mikhail Anikushin) (1917—1997), скульптор.
- 2322.

Анисимов, Стефан Лукич (1910—1985), архитектор.
- 1476; 2243; 2962; 3103.

Анискин, Евгений Дмитриевич (Mikhail Antonov) (1871—1939), художник.
- 2633; 2634; 2637; 2638; 2676; 2686—2688; 2702; 2740; 2742—2745; 2783; 2828; 2919—2922; 2935—2937; 2946; 3009—3014; 3032; 3033; 3056—3069; 3085, 3086; 3101; 3139—3141.

Антипенко, В., художник.
- 2466.

Антокольский, Марк Матвеевич (Mark Antokolsky) (1840—1902), скульптор.
- 1934, 1935.

Антонов, Михаил Игнатьевич (Mikhail Antonov) (1871—1939), художник.
- 7, 18, 23.

Аревшатян, Вараздат Абрамович (1912—2007), архитектор.
- 2492.

Артамонов, Виктор Евгеньевич (1919—?), художник.
- 1782.

Архипов, Абрам Ефимович (Abram Arkhipov) (1862—1930), художник.
- 1883, 1884.

Асафьев, Борис Владимирович (Boris Asafyev) (1884—1949), композитор.
- 2646.

Астафьев, Иван Александрович (1844—после 1911), художник.
- 2589.

Афёров, Семён Иванович (1898—1978), гравёр.
- 1797, 1798; 2057, 2058; 2063, 2064; 2144—2146; 2246; 2386; 2466; 2706; 2707.

## Б
Баев, Николай Георгиевич (Nikolai Bayev) (1875—1949), архитектор.
- 1527.

Баженов, Василий Иванович (Vasily Bazhenov) (1738—1799), архитектор.
- 1420, 1421; 2703.

Бакарев, Алексей Никитич (Alexey Bakarev) (1762—1817), архитектор.
- 1334, 1336.

Бараски, Константин (1902—1966), скульптор.
- 1688.

Барма (Ivan Barma) (XVI век), архитектор.
- 1078; 1161; 1174.

Дима Бархин, детский рисунок.
- 2438.

Барщ, Михаил Осипович (Michael Barshch) (1904—1976), архитектор.
- 2620.

Басов, Василий Николаевич (1918—1962), художник.
- 1810.

Бауманис, Янис-Фридрих (Jānis Frīdrihs Baumanis) (1834—1891), архитектор.
- 1543.

Демьян Бедный (Alexander Serafimovich) (1883—1945), факсимиле подписи.
- 2808.

Бекетов, Евгений Васильевич (1922—1998), художник.
- 3130.

Белопольский, Яков Борисович (Yakov Belopolsky) (1916—1993), архитектор.
- 1609, 1610; 2099; 2629.

Белоусов, Пётр Петрович (Piotr Belousov) (1912—1989), художник.
- 1597.

Беляев, В, кинооператор.
- 1002.

Бембель, Андрей Онуфриевич (Andrej Biembieĺ) (1905—1986), скульптор.
- 2234; 3070.

Бендель, Пётр Эмильевич (Pyotr Bendel) (1905—1989), художник.
- 2972; 2973; 2975—2978; 2980—2984; 2986—2988; 3006; 3007; 3015—3023; 3025; 3073—3084; 3129; 3173.

Березовский, Борис Феоктистович (1910—1977), художник.
- 2065; 2217, 2219, 2220, 2222, 2223.

Беретти, Викентий Иванович (Vincent Beretti) (1781—1842), архитектор.
- 1758.

Бестужев, Николай Александрович (Nikolay Bestuzhev) (1791—1855), художник.
- 1708.

Бехтеев, Владимир Георгиевич (Vladimir Bekhteev) (1878—1971), художник.
- 840.

Бибиков, Виктор Сергеевич (1903—1973), художник.
- 823, 824; 865—868; 888, 889, 892, 893; 973—975; 1015—1018; 2736—2739.

Бик, Венцель Рувимович, фотограф.
- 476; 910.

Бове, Осип Иванович (Joseph Bové) (1784—1834), архитектор.
- 915, 917, 919, 921; 1073, 1075; 1159; 1449, 1450; 2046; 2257; 2489; 2805.

Богаткин, Владимир Валерьянович (1922—1971), художник.
- 2125.

Богомолов, Иван Семёнович (Ivan Bogomolov) (1841—1886), архитектор.
- 539—542.

Борель, Пётр Фёдорович (Pyotr Borel) (1829—1898), художник.
- 1441, 1442; 2544.

Борецкий, Александр Борисович (Alexander Borezki) (1911—1982), архитектор.
- 1579.

Борисов, Н., художник.
- 843.

Боров, Наум Григорьевич (1906—1943), художник.
- 439—453; 467—469; 475—480; 880—882; 908—912, 914.

Боровиковский, Владимир Лукич (Vladimir Borovikovsky) (1757—1825), художник.
- 2230.

Бородай, Василий Захарович (Vasyl Borodai) (1917—2010), скульптор.
- 2550.

Боролин, С., художник.
- 2376.

Браз, Осип Эммануилович (Osip Braz) (1873—1936), художник.
- 3131.

Бродский, Исаак Израилевич (Isaak Brodsky) (1884—1939), художник.
- 441; 1565, 1566; 1750; 2136; 2147; 2845.

Брюллов, Александр Павлович (Alexander Brullov) (1798—1877), архитектор.
- 1779; 1958.

Брюллов, Карл Павлович (Karl Bryullov) (1799—1852), художник.
- 1690; 2098; 2289.

Брюсов, Валерий Яковлевич (Valery Bryusov) (1873—1924), факсимиле подписи.
- 2811.

Бугаевский-Благодарный, Иван Васильевич (Ivan Bugaevskiy-Blagodarniy) (1780—1860), художник.
- 2102.

Буланова, Евдокия Семёновна (1906—не ранее 1976), художник.
- 1046—1047; 1223—1226; 1245, 1246; 1258—1260; 1301; 1315—1321; 1408, 1409; 1422, 1423; 1441, 1442; 1449—1453; 1515, 1518; 1530, 1531; 1536—1542; 1552—1555; 1561, 1562; 1565, 1566; 1589, 1590; 1598, 1599; 1604—1606; 1611—1613; 1643, 1644; 1673; 1693; 1714; 1854; 1904; 1971; 1999; 2014; 2095, 2096; 2271, 2272; 2472; 2480—2483; 2595.

Быкова, Надежда Александровна (Nadezhda Bykova) (1907—1997), архитектор.
- 1710.

Бычков, Станислав Александрович (1928—2017), художник.
- 1818—1836.

## В
Вайль, Григорий Михайлович (1915 — после 1965), фотограф.
- 1569—1571.

Вакуров, Иван Петрович (Ivan Vakurov) (1885—1968), художник.
- 2120.

Валлен-Деламот, Жан-Батист-Мишель (Jean-Baptiste Vallin de la Mothe) (1729—1800), архитектор.
- 2098; 2216.

Вальдман, Николай Фридрихович (Nikolay Waldmann) (1893—1949), скульптор.
- 607.

Варламов, Алексей Григорьевич (Aleksey Varlamov) (1920—2000), художник.
- 1668.

Варнек, Александр Григорьевич (Alexander Varnek) (1782—1843), художник.
- 1337.

Вартанов, Левон Сергеевич (1911—1943), архитектор.
- 2492.

Васильев, Георгий Николаевич (Georgi Vasilyev) (1899—1946), режиссёр.
- 3130.

Васильев, Пётр Васильевич (Pyotr Vasilyev) (1899—1975), художник.
- 1889; 2001—2003; 2307; 2573—2575; 3026.

Васильев, Сергей Дмитриевич (Sergei Vasilyev) (1900—1959), режиссёр.
- 3130.

Братья Васильевы (Георгий Васильев и Сергей Васильев), режиссёры.
- 3130.

Васнецов, Аполлинарий Михайлович (Apollinary Vasnetsov) (1856—1933), художник.
- 1173; 1504; 1965.

Васнецов, Виктор Михайлович (Viktor Vasnetsov) (1849—1926), художник.
- 1650.

Веденецкий (Веденцов), Павел Петрович (1791—1857), художник.
- 1885.

Великанов, Александр Петрович (Aleksandr Velikanov) (1900—1955), архитектор.
- 680, 766.

Венецианов, Алексей Гаврилович (Alexey Venetsianov) (1780—1847), художник.
- 1841, 1842.

Вербицкий, Ю., художник.
- 2548, 2995.

Веснин, Александр Александрович (Alexander Vesnin) (1883—1959), архитектор.
- 398, 1101, 1102; 1231.

Веснин, Виктор Александрович (Viktor Vesnin) (1882—1950), архитектор.
- 398, 1101, 1102; 1231.

Веснин, Леонид Александрович (Leonid Vesnin) (1880—1933), архитектор.
- 398, 1101, 1102; 1231.

Виленский, Борис Соломонович (Boris Vilenskiy) (1903—1970), архитектор.
- 1148.

Вигдергауз, Л. М., архитектор.
- 2056.

Виленский, Зиновий Моисеевич (Zinovy Vilensky) (1899—1984), скульптор.
- 2675.

Вилкс, Гирт Андреевич (Girts Vilks) (1909—1983), художник.
- 2650.

Вингорский, Андрей Кузьмич (Andrey Vingorsky) (1902—1991), художник.
- 2109.

Винклер, Альфонс Фёдорович (Alfons Vinkler) (1888—1956), кинооператор.
- 1002.

Витман, Владимир Александрович (1889—1961), архитектор.
- 2319.

Владимиров, Иван Алексеевич (Ivan Vladimirov) (1870—1947), художник.
- 233, 236.

Власов, Александр Васильевич (Alexandr Vasilevich Vlasov) (1900—1962), архитектор.
- 656; 1163; 1914, 2045; 2167; 2550.

Волков, А., художник.
- 314, 320, 331, 336, 340, 344; 350; 353, 355; 372, 377; 392, 393; 454—458.

Волков, В. М., художник.
- 2201, 2208; 2229; 2694.

Волков, Роман Максимович (1773—1831 или 1836), художник.
- 997, 998.

Волнухин, Сергей Михайлович (Sergei Volnukhin) (1859—1921), скульптор.
- 459, 460; 3007.

Воронихин, Андрей Никифорович (Andrey Voronikhin) (1759—1814), архитектор.
- 2476.

Вучетич, Евгений Викторович (Yevgeny Vuchetich) (1908—1974), скульптор.
- 1609, 1610; 1865, 1866; 2099; 2110—2113; 2406, 2407; 2629.

Вьюев, Павел Ильич (1911—?), художник.
- 2924.

## Г
Габашвили, Георгий Иванович (Gigo Gabashvili) (1862—1936), художник.
- 2156.

Гаврилов, Г. И., архитектор.
- 2243.

Гагарин, Юрий Алексеевич (Yuri Gagarin) (1934—1968), факсимиле подписи.
- 2671—2674.

Гайдар, Аркадий Петрович (Arkady Gaidar) (1904—1941), факсимиле подписи.
- 3032.

Галинский, Е. М., художник.
- 2974, 2979, 2985.

Ганф (Янг), Иосиф Абрамович (1899—1973), художник.
- 439—453; 467—469; 475—485; 568—579; 581; 880—882; 908—912, 914; 981—986.

Гарди, Томас (Thomas Hardy) (1757—1804), художник.
- 2311.

Гарибальди, Джузеппе (Giuseppe Garibaldi) (1807—1882), факсимиле подписи.
- 2572.

Ге, Николай Николаевич (Nikolai Ge) (1831—1894), художник.
- 1004, 1005; 1728; 2006; 2670.

Гейтман, Егор Иванович (1798—1829/1862), гравёр.
- 1400, 1405.

Гельфрейх, Владимир Георгиевич (Vladimir Helfreich) (1885—1967), архитектор.
- 549, 551; 655; 1147; 1581; 1711; 1735, 1737, 1739, 1741; 2008; 2011; 2048—2050; 2704; 3025.

Герасимов, Александр Михайлович (Aleksandr Gerasimov) (1881—1963), художник.
- 1001; 1716.

Гербель, Николай Фёдорович (Nicolaus Friedrich Härbel) (?—1724), архитектор.
- 1359; 1966; 2000.

Гинцбург, Илья Яковлевич (Ilya Guinzbourg) (1859—1939), скульптор.
- 463, 466; 525.

Гладков, Фёдор Васильевич (Feodor Gladkov) (1883—1958), факсимиле подписи.
- 2812.

Глиэр, Рейнгольд Морицевич (Reinhold Glière) (1875—1956), композитор.
- 2645.

Голованов, Леонид Фёдорович (Leonid Golovanov) (1904—1980), художник.
- 1370; 1393, 1394; 1910—1918, 1920—1923; 2158—2161; 2259; 2401; 2402; 2547; 2663; 2664.

Голубкина, Анна Семёновна (Anna Golubkina) (1864—1927), скульптор.
- 2989.

Голубков, Филипп Яковлевич (1914—1998), художник.
- 1811.

Голубовский, Лев Григорьевич (1914—1974), архитектор.
- 2236.

Гольдштейн, Григорий Петрович (Grigory Goldstein) (1870—1941), фотограф.
- 2063.

Голядкин, Дмитрий Семёнович, художник.
- 81—85; 220—222; 231, 234; 302—307; 312—313; 315, 317, 318, 324—326, 332, 334, 335, 338, 341—343, 346; 357; 364, 367; 427, 428, 430; 556—558; 668; 670; 691, 692.

Гонцкевич, Александр Иосифович (1880—1935), архитектор.
- 499.

Куно Гоппе, художник.
- 25—27.

Горбунов, Кирилл Антонович (Kirill Gorbunov) (1822—1893), художник.
- 716; 1261—1263; 1973; 2295; 3106.

Гордеев, Фёдор Гордеевич (Fyodor Gordeyev) (1746—1810), скульптор.
- 1224; 1738, 1742; 1967; 2012.

Горелик, Л. И., инженер.
- 1542.

Максим Горький (Maxim Gorky) (1868—1936), факсимиле подписи.
- 392, 393; 858, 859; 1053.

Грандковский, Николай Карлович (Nikolai Grandkovsky) (1864—1907), художник.
- 1802—1804.

Графтио, Генрих Осипович (Genrikh Graftio) (1869—1949), инженер.
- 329; 1665, 1666.

Греков, Митрофан Борисович (Mitrofan Grekov) (1882—1934), художник.
- 353, 355; 2390.

Гржешкевич, Юрий Романович (1921—?), художник.
- 1727, 1728; 1858—1860; 1868; 1889; 1899; 1933; 1957; 1958; 1964; 1978; 2001—2003; 2043; 2061; 2092; 2102; 2107, 2108; 2126; 2308.

Грибовский, Владислав Константинович (Vladislav Gribovsky) (1899—1977), инженер.
- 626.

Григорьев, Афанасий Григорьевич (Afanasy Grigoriev) (1782—1868), архитектор.
- 2489.

Гринберг, Марк Давидович (1925—?), художник.
- 2671—2674; 2753; 2761; 2852—2854; 2871; 2888—2891; 2926—2931; 2947; 2968—2970; 3055; 3089; 3091—3095; 3098; 3104; 3110—3112; 3115; 3122; 3176—3178; 3180.

Гулак-Артемовский, Семён Степанович (Semen Hulak-Artemovsky) (1813—1873), композитор.
- 2917.

Гулисашвили, Гиви Вахтангович (1913), художник.
- 2248.

Гун, Карл Фёдорович (Kārlis Hūns) (1831—1877), художник.
- 1422, 1423.

Гундобин, Евгений Николаевич (1910—1975), художник.
- 1525; 1575; 1587, 1588; 1651—1658; 1677, 1678; 1692; 1694; 1697, 1698; 1708; 1720; 1729—1732; 1734; 1743; 1748—1752; 1756, 1760, 1761; 1781, 1782; 1793—1795; 1800; 1802—1804; 1808; 1810, 1812; 1847, 1848; 1850; 1862—1866; 1900; 1906; 1934, 1935; 1937, 1940, 1941; 1953—1956; 1959; 1977; 1981; 1985; 2004; 2008—2010; 2013; 2017—2019; 2048—2050; 2055; 2093, 2094; 2147; 2179—2181; 2218, 2221; 2249—2251; 2267, 2268; 2270; 2274; 2333; 2339; 2357, 2358.

Гусиков, Х., художник.
- 2205.

## Д
Давыдов, В. П., художник.
- 1789.

Дадашев, Садых Алекперович (Sadiq Dadashov) (1905—1946), архитектор.
- 760; 2238.

Даргомыжский, Александр Сергеевич (Alexander Dargomyzhsky) (1813—1869), композитор.
- 2916.

Дейнека, Александр Александрович (Aleksandr Deyneka) (1899—1969), художник.
- 2715.

Делакруа, Эжен (Eugène Delacroix) (1798—1863), художник.
- 2505.

Дзержинский, Феликс Эдмундович (Felix Dzerzhinsky) (1877—1926), факсимиле подписи.
- 552—555.

Дмитриев, Г. В., художник.
- 1746; 1758, 1759; 1815.

Дмитриевский, Виктор Константинович (1923—2006), художник.
- 2121.

Добров, Матвей Алексеевич (1877—1958), художник.
- 825.

Доцкус (Дочкус), Константинас Миколо (Konstantinas Dockus (Dočkus)) (1920—?), художник.
- 1796; 2971.

Дубасов, Иван Иванович (Ivan Dubasov) (1897—1988), художник.
- 54—59; 86, 87; 195—206; 347; 368, 373; 379—391; 402; 414, 416, 422—424; 602—610; 625—627, 630, 633; 645—647, 649—651; 686, 688, 690; 724—727; 731—740; 743; 746; 768, 770, 774, 776; 793; 798—805; 808—811; 820—822; 826—829; 833—837, 842, 844; 854—859; 869, 870; 887, 890, 891; 923—927; 958, 959; 966, 967, 969; 972; 978—980; 997, 998; 1004—1009; 1053, 1054; 1087—1092; 1098, 1099; 1163—1178; 1261—1267; 1330, 1331; 1395—1397; 1456—1463; 1490—1492; 1559, 1560; 1567, 1568; 1596, 1597; 1622; 1649, 1650; 1665—1669; 1684; 1701, 1702; 1715; 1719; 1733; 1744, 1745; 1790—1792; 1814; 1844, 1845; 1849; 1883, 1884; 1886—1888; 1927; 1998; 2057, 2058; 2063, 2064; 2135; 2144—2146; 2150—2152; 2502; 2678; 2696; 3099; 3119.

Дубиновский, Лазарь Исаакович (Lazăr Dubinovschi) (1910—1982), скульптор.
- 2552.

Душкин, Алексей Николаевич (Alexey Dushkin) (1904—1977), архитектор.
- 634, 639; 1152; 1578; 1712; 3022, 3023.

## Е
Евсеев, Сергей Александрович (1882—1959), скульптор.
- 1735, 1739; 3025.

Евстигнеев, Иван Васильевич (Ivan Yevstigneyev) (1899—1967), художник.
- 2121.

Ермаков, В., художник.
- 2318; 2998—3001; 3036.

Еськов, Павел Павлович (1883—1967), архитектор.
- 706.

Ефанов, Василий Прокофьевич (Vasily Yefanov) (1900—1978), художник.
- 1969; 2804.

Ечеистов, Георгий Александрович (Georgiy Echeistov) (1897—1946), художник.
- 871, 872; 878, 879.

## Ж
Жилярди, Доменико (Domenico Gilardi) (1785—1845), архитектор.
- 1503; 1837, 1839.

Житков, Роман Филиппович (1907—1999), художник.
- 1483; 1498, 1499; 1513, 1514; 1556—1558; 1716; 1721—1726; 1764—1771; 1811; 1813; 1841, 1842; 1908; 2103; 2136; 2156; 2163—2168; 2230; 2253, 2254, 2257; 2261; 2263; 2273; 2276, 2277; 2279; 2284; 2296; 2297; 2361; 2396—2400; 2423; 2476; 2509; 2533; 2534; 2544; 2614; 2660—2662; 2670; 2732; 2733; 2785—2787; 2840; 2989; 3131.

Жихарев, Игорь Стефанович (1921—?), художник.
- 1762.

Жуков, Николай Николаевич (Nikolay Nikolayevich Zhukov) (1908—1973), художник.
- 862, 863; 875—877; 999—1003; 1360—1363; 2064; 2410.

Жуковский, Василий Андреевич (Vasily Zhukovsky) (1783—1852), факсимиле подписи.
- 1690.

Журавлёв, Василий Васильевич (Vasily Zhuravlyov) (1881—1967), художник.
- 312, 313.

## З
Заболотный, Владимир Игнатьевич (Volodymyr Zabolotny) (1898—1962), архитектор.
- 1756.

Заболотский, Пётр Ефимович (Petr Zabolotskiy) (1803—1866), художник.
- 714.

Заборский, Георгий Владимирович (Heorhiy Zaborsky) (1909—1999), архитектор.
- 2234; 3070.

Заваров, Алексей Иванович (Aleksey Zavarov) (1917—2003), архитектор.
- 2550.

Завьялов, Александр Васильевич (1926—1993), художник.
- 1690, 1691; 1696; 1763; 1779; 1801; 1843; 1943—1952; 1972—1976; 2000; 2006; 2083, 2085, 2089; 2097; 2104; 2106; 2117; 2121, 2124, 2125; 2128; 2143; 2148; 2149; 2153, 2154; 2196; 2224, 2225; 2269; 2280; 2312—2315; 2334; 2375; 2377; 2379; 2380; 2391; 2411; 2414; 2422; 2443; 2444; 2448; 2451; 2452; 2454—2456; 2459; 2460; 2485; 2486; 2540—2543; 2545; 2589; 2591; 2642—2644; 2652; 2681; 2682; 2709; 2710; 2735; 2755—2757; 2826; 2827; 2836; 2864; 2865; 2948; 3002—3004; 3148; 3149; 3154; 3160.

Завьялов, Василий Васильевич (Vasily Zavyalov) (1906—1972), художник.
- 212—219; 371, 376, 378; 403—405; 409—413, 417—419, 425, 426; 432—437; 459—466; 470—474; 500—534; 536—542; 552—555; 560—567; 580, 582—586; 588—601; 1048; 1063; 1080, 1081; 1100—1109; 1131—1138; 1141—1142; 1145—1146; 1153—1158; 1201—1222; 1227—1233; 1247—1255; 1273—1300; 1302—1305; 1313, 1314; 1332, 1333; 1337, 1338; 1364—1369, 1371, 1372; 1379—1387; 1400—1405; 1410—1417; 1437—1440; 1443—1448; 1464—1473; 1479; 1481, 1482; 1497; 1510—1512; 1549—1551; 1563, 1564; 1572—1574; 1591; 1600—1603; 1607, 1608; 1627—1642; 1645—1648; 1664; 1671, 1672; 1674—1676; 1683; 1685; 1700; 1709; 1718; 1747; 1780; 1805; 1806; 1817; 1861; 1867; 1882; 1890—1892; 1894, 1895; 1907; 1926, 1928, 1931; 1966—1970; 1972—1976; 2007; 2015; 2020—2042; 2044—2047; 2056; 2062; 2077; 2110—2113; 2115; 2116; 2118; 2127; 2143; 2157; 2172; 2176; 2200, 2202—2207, 2209—2216; 2227, 2228; 2247; 2252, 2255, 2256; 2262; 2264; 2285; 2289—2295; 2298; 2305, 2306; 2310; 2360; 2362, 2363; 2367; 2369; 2378; 2405; 2408—2410; 2412; 2413; 2435—2438; 2442; 2450; 2453; 2457; 2458; 2461; 2510—2520; 2548; 2549; 2553; 2554; 2569; 2592—2594; 2607—2610; 2619; 2621; 2624; 2625; 2645—2648; 2677; 2716—2718; 2760; 2768; 2771—2779; 2788, 2789; 2809; 2810; 2824; 2825; 2838; 2839; 2916—2918; 2949; 2964; 2990—2992; 2995; 3005; 3030; 3031; 3087; 3105—3107; 3132—3136.

Завьялов, Лев Васильевич (1932—?), художник.
- 2162, 2311; 2392; 2492; 2559; 2597—2600; 2615; 2629; 2653; 2659; 2665—2667; 2697―2701; 2734; 2835; 2880; 2881; 2893—2903.

Закржевская, Е. Л., фотограф.
- 246, 248, 250; 475; 909.

Замский, Григорий Самуилович (Самойлович) (1903—1984), художник.
- 439—453; 467—469; 475—480; 486—495; 880—882; 908—912, 914.

Зариньш, Рихард Германович (Richard Sarrinsch) (1869—1939), художник.
- 1, 2; 32—37, 43—48; 50—53; 60—72; 212—219.

Захаржевский, Николай Николаевич (1922—1984), художник.
- 2683; 2685; 2867.

Захаров, Андреян Дмитриевич (Andreyan Zakharov) (1761—1811), архитектор.
- 1736, 1740; 2614.

Захаров, Григорий Алексеевич (Grigory Zakharov) (1910—1982), архитектор.
- 1542.

Захаров, Гурий Филиппович (Gury Zakharov) (1926—1994), художник.
- 838, 841, 845.

Захаров, М. А., архитектор.
- 1476; 2243; 2962; 3103.

Звиедрис, Александр Карлович (1905—1993), художник.
- 2086.

Зеленская, Нина Германовна (Nina Zelenskaya) (1898—1986), скульптор.
- 2323; 2324.

Земдега, Карлис (Kārlis Zemdega) (1894—1963), скульптор.
- 1545.

Земцов, Михаил Григорьевич (Mikhail Zemtsov) (1688—1743), архитектор.
- 1225; 1359; 1966; 2000.

Зуева, Н. С., художник.
- 1885.

## И
Иваницкий, А., художник.
- 722, 723.

Иванов, Виктор Семёнович (Viktor Semyonovich Ivanov) (1909—1968), художник.
- 3102.

Иванова, Зинаида Григорьевна (Zinaida Ivanova) (1897—1879), скульптор.
- 2323; 2324.

Ивановский, Дмитрий Иосифович (Dmitri Ivanovsky) (1864—1920), факсимиле подписи.
- 3118.

Игнатьева, А. И., архитектор.
- 2871.

Илкич, Йован (1857—1917), архитектор.
- 3181.

Илкич, Павел, архитектор.
- 3181.

Ильина, Лидия Александровна (Lidia Ilyina) (1915—1994), художник.
- 2769.

Иордан, Фёдор Иванович (Fyodor Iordan) (1800—1883), гравёр.
- 716.

Иофан, Борис Михайлович (Boris Iofan) (1891—1976), архитектор.
- 549, 551; 581; 664, 666; 2874, 2877.

Исабекян, Эдуард Амаякович (Eduard Isabekyan) (1914—2007), художник.
- 1867.

Исмаилов, Наджафкули Абдулрагим оглы (Najafgulu Ismayilov) (1923—1990), художник.
- 2754.

## Й
Йованович, Константин (Konstantin Jovanović) (1849—1923), архитектор.
- 2652.

## К
Казаков, Матвей Фёдорович (Matvey Kazakov) (1738—1812), архитектор.
- 796; 1141—1142; 1334, 1336; 1837, 1839.

Светлана Казакова, детский рисунок.
- 2435.

Кайдалов, Владимир Елпидифорович (Vladimir Kaydalov) (1907—1985), художник.
- 587; 821, 822.

Калашников, Анатолий Иванович (Anatolii Kalashnikov) (1930—2007), гравёр, художник.
- 2656; 2769; 2837; 2878; 2879; 2932; 3071; 3137.

Калинин, Михаил Иванович (Mikhail Kalinin) (1875—1946), факсимиле подписи.
- 519—522, 1048.

Калита, Николай Иванович (1926—2016), гравёр.
- 3138.

Каневский, Аминадав Моисеевич (Aminadav Kanevsky) (1898—1976), художник.
- 2118.

Каратыгин, Пётр Андреевич (Pyotr Karatygin) (1805—1879), художник.
- 958, 959; 1744, 1745.

Караченцов, Пётр Яковлевич (Pyotr Karachentsov) (1907—1998), художник.
- 2790—2794.

Кардовский, Дмитрий Николаевич (Dmitry Kardovsky) (1866—1943), художник.
- 238, 241, 278, 279; 1402, 1404; 2290.

Карелин, Андрей Андреевич (Andrei Karelin) (1866—1928), скульптор.
- 2245.

Каретников С. Д., художник.
- 2841—2844; 2892; 3024.

Каръягды, Джалал Магеррам оглы (Jalal Garyaghdi) (1914—2001), скульптор.
- 2417; 3040.

Кастеев, Абылхан (Abilkhan Kasteev) (1904—1973), художник.
- 2630.

Кастель, Игорь Николаевич (1912—1992), архитектор.
- 1541.

Кафка, Богумил (Bohumil Kafka) (1878—1942), скульптор.
- 1659.

Качура, Николай Николаевич (1894—?), художник.
- 29—31; 229—230, 275.

Кваренги, Джакомо (Giacomo Quarenghi) (1744—1817), архитектор.
- 227, 228; 1226; 1737, 1741; 2011; 2421.

Кербель, Лев Ефимович (Lev Kerbel) (1917—2003), скульптор.
- 2680.

Керимов, Лятиф Гусейн оглы (Latif Karimov) (1906—1991), художник.
- 2266; 2714; 2754.

Кибальников, Александр Павлович (Alexander Kibalnikov) (1912—1987), скульптор.
- 2321.

Кибардин, Г. И., инженер.
- 1536, 1540.

Кибрик, Евгений Адольфович (Yevgeny Kibrik) (1906—1978), художник.
- 1674; 2906.

Кипренский, Орест Адамович (Orest Kiprensky) (1882—1936), художник.
- 1401, 1405; 1967; 2656.

Кириллов, В. С., инженер.
- 657; 1172.

Китайка, Константин Демьянович (Konstantin Kitaika) (1914—1962), художник.
- 2552.

Кишфалуди-Штробль, Жигмонд (Zsigmond Kisfaludi Strobl) (1884—1975), скульптор.
- 2378, 2408; 3179.

Клевцова, К., художник.
- 1818—1836; 1869—1881.

Клейн, Роман Иванович (Roman Klein) (1858—1924), архитектор.
- 403—405, 409, 410; 1510.

Климашин, Виктор Семёнович (Viktor Klimashin) (1912—1960), художник.
- 873, 874; 928—930; 963—965; 976, 977; 1236—1238; 1306, 1307; 1328, 1329; 1357—1359; 1391, 1390; 1434—1436; 2122, 2123; 2137, 2138; 2309; 2316—2318; 2418—2420; 2441; 2506.

Клиндер, Александр Иванович (Alexander Julius Klünder) (1802—1874), художник.
- 1972.

Клодт фон Юргенсбург, Пётр Карлович (Peter Clodt von Jürgensburg) (1805—1867), скульптор.
- 915, 917, 919, 921; 1073, 1075; 1159; 2046; 2257.

Клюев, Д. В., художник.
- 1670; 1686.

Ковалёв, Александр Александрович (Oleksandr Kovalov) (1915—1991), скульптор.
- 2945.

Ковалёв, Василий Петрович (Vasilij Kovalev) (1917—?), художник.
- 2650.

Козлов, Василий Васильевич (Vasily Kozlov) (1887—1940), скульптор.
- 886; 1737, 1741; 2008; 2011.

Козлов, Фёдор Иванович (Fedor Kozlov) (1884—1957), художник.
- 642, 643; 720—723; 780—792, 794; 864.

Кокорин, Виктор Дмитриевич (Viktor Kokorin) (1886—1959), архитектор.
- 2237.

Кокоринов, Александр Филиппович (Alexander Kokorinov) (1726—1772), архитектор.
- 2098; 2216.

Колли, Николай Джемсович (Nikolai Kolli) (1894—1966), архитектор.
- 398, 1101, 1102; 1231; 1541.

Колло, Мари-Анна (Marie-Anne Collot) (1748—1821), скульптор.
- 1224; 1738, 1742; 1967; 2012.

Колосов, Алексей Александрович (1892—1972), художник.
- 3102.

Колчин, Александр Николаевич (1930—2021), архитектор.
- 2620.

Кольман, Карл Иванович (Karl Kollmann) (1786—1847), художник.
- 1591.

Комаров, Алексей Никанорович (Alexey Komarov) (1879—1977), художник.
- 1986—1993; 2325—2330; 2403; 2535—2537.

Комаров, Евгений Иванович (Evgenij Komarov) (1913—1995), художник.
- 1994—1997, 2119, 2120; 2465; 2530—2532; 2558; 2641; 2684; 2817—2820.

Коминарец (Коменарец), Игорь Александрович (Igor’ Kominarets) (1923—?), художник.
- 2711; 2746—2752; 2795, 2796; 2861—2863; 2938, 2939; 2956—2961; 3100; 3108; 3142—3147.

Константинов, Борис Петрович (1903—1993), инженер.
- 656; 1163.

Корабельников, Александр Романович (1910—1983), архитектор.
- 2236.

Корецкий, Виктор Борисович (Viktor Koretsky) (1909—1998), художник.
- 819.

Корзун, В., художник.
- 223—226; 308, 309; 328, 330, 339; 671, 672.

Огата Корин (Ogata Kōrin) (1658—1716), художник.
- 2298.

Корин, Павел Дмитриевич (Pavel Korin) (1892—1967), художник.
- 2717.

Королёв, Борис Данилович (Boris Korolyov) (1884—1963), скульптор.
- 1486.

Король, Владимир Адамович (Uladzimir Karoĺ) (1912—1980), архитектор.
- 2234; 3070.

Костяницын, Василий Николаевич (Vasiliy Kostyanitsyin) (1881—1940), художник.
- 358—361.

Котли, Алар Юханович (Alar Kotli) (1904—1963), архитектор.
- 1554.

Котов, Николай Георгиевич (Nikolay Kotov) (1889—1968), художник.
- 297.

Кочетова, Ольга Акимовна (Olga Kotchetova) (?—1900), художник.
- 715.

Коэметс, Александр Янович (1912-?), художник.
- 2602.

Кравец, Самуил Миронович (Samuil Kravets) (1891—1966), архитектор.
- 1150.

Крамской, Иван Николаевич (Ivan Kramskoi) (1837—1887), художник.
- 703, 705; 958, 959; 1264, 1267; 1649; 1744, 1745; 2118; 2290; 2294; 2549; 2696.

Кранцевич, Павел Владимирович (1924), художник.
- 2866.

Краузе, Иоганн Вильгельм (Johann Wilhelm Krause) (1757—1828), архитектор.
- 1695.

Кривоногов, Пётр Александрович (Piotr Krivonogov) (1910—1967), художник.
- 2611.

Кринский, Владимир Фёдорович (Vladimir Krinsky) (1890—1871), архитектор.
- 1156, 1158.

Круглов, Н. Е., художник.
- 2178; 2278; 2286; 2287; 2299—2304; 2425—2434; 2445—2447; 2477—2479; 2488; 2577—2583; 2590; 2616—2618; 2635; 2636; 2654; 2655; 2680; 2703; 2704; 2706—2708; 2762—2767; 2780, 2781; 2797; 2830; 2950—2955; 2993; 2994; 3056—3069; 3088; 3139—3141; 3158; 3159, 3161.

Крылов, Порфирий Никитич (Porfiry Nikitich Krylov) (1902—1990), художник.
- 2292.

Крюков, Лев Дмитриевич (Lev Kryukov) (1783—1843), художник.
- 1628; 1890.

Ксидиас, Перикл Спиридонович (Pericles Ksidias) (1872—1942), гравёр.
- 1, 2; 7, 18, 23; 32—37.

Кузнецов, Иван Сергеевич (Ivan Sergeyevich Kuznetsov) (1867—1942), архитектор.
- 711; 713.

Кузнецов, Константин Андреевич (Konstantin Kuznetsov) (1899—1982), фотограф.
- 478; 912.

Куприянов, Владимир Константинович (1877—ок. 1930), художник.
- 3, 4, 6, 8, 9, 11, 14, 15, 17, 19, 20, 22; 39, 40; 207, 208, 210; 243—250; 271—272; 280; 310—311; 319, 322, 329, 337; 348, 349; 351, 352.

Куприянов, Михаил Васильевич (Mikhail Kupriyanov) (1903—1991), художник.
- 2292.

Кутырев, Евгений Иванович (Yevgeny Kutyrev) (1918—1990), архитектор.
- 2243.

Кьявери, Гаэтано (Gaetano Chiaveri) (1689—1770), архитектор.
- 1359; 1966; 2000.

## Л
Лавров, И., художник.
- 832.

Ладный, Вадим Евстафьевич (Vadym Ladny) (1918—2011), архитектор.
- 2924.

Лангбард, Иосиф Григорьевич (Iosif Langbard) (1882—1951), архитектор.
- 2265; 2551.

Лангман, Аркадий Яковлевич (Arkady Langman) (1886—1968), архитектор.
- 654; 1177.

Лаптев, Алексей Михайлович (Alekseĭ Laptev) (1905—1965), художник.
- 3041—3054.

Латроб, Бенджамин Генри (Benjamin Henry Latrobe) (1764—1820), архитектор.
- 2370.

Лебедев, Борис Иванович (1910—1997), художник.
- 1675; 2671—2674; 2753; 2761; 2852—2854; 2871; 2888—2891; 2926—2931; 2947; 2968—2970; 3055; 3089; 3091—3095; 3098; 3104; 3107; 3110—3112; 3115; 3122; 3176—3178; 3183; 3184.

Левин, И. Л., художник.
- 1783—1788; 1818—1836; 1869—1981; 2171; 2197—2199; 2258; 2275; 2340—2355; 2370—2374; 2406, 2407; 2415; 2416; 2421; 2440; 2473, 2474; 2487; 2538, 2539; 2556; 2557; 2560—2567; 2587; 2588; 2603—2606; 2649; 2668; 2669; 2679; 2705; 2719—2731; 2770; 2834; 2850, 2851; 2882—2887; 2907; 2908; 2943; 2963; 3113; 3114; 3172.

Левитан, Исаак Ильич (Isaac Levitan) (1860—1900), художник.
- 1567; 2465.

Лежава, Георгий Ильич (1903—1977), архитектор.
- 2237.

Леммель, Мориц (Moritz Lämmel) (1822—?), гравёр.
- 1692; 2006; 2810.

Ленин, Владимир Ильич (Vladimir Lenin) (1870—1924), факсимиле подписи.
- 1846; 1889; 2307; 2319; 2573—2575; 2684.

Лесегри (Лебедев, Сергеев, Гринберг), художник.
- 2671—2674; 2753; 2761; 2852—2854; 2871; 2888—2891; 2926—2931; 2947; 2968—2970; 3055; 3089; 3091—3095; 3098; 3104; 3110—3112; 3115; 3122; 3176—3178.

Ле Тхань Дык, художник.
- 2462; 2463.

Ливанов, Б., художник.
- 988—996; 1030—1038.

Линдгрен, Армас (Armas Lindgren) (1874—1929), архитектор.
- 1554.

Линтон, Уильям Джеймс (William James Linton) (1812—1897), гравёр.
- 239, 242.

Лисицкий, Лазарь Маркович (El Lissitzky) (1890—1941), художник.
- 820.

Лосенко, Антон Павлович (Anton Losenko) (1737—1773), художник.
- 1971.

Лузанов, С. Г., художник.
- 2503.

Лукьянов, Юрий Александрович (1928—2006), художник.
- 2570; 2631; 2996, 2997.

Лукьянова, М., художник.
- 3037—3039.

Лухтейн, Пауль (Paul Luhtein) (1909—2007), художник.
- 1695.

Лысенко, Михаил Григорьевич (Mykhailo Lysenko) (1906—1972), скульптор.
- 2550.

Любимов, Александр Михайлович (Alexander Lubimov) (1879—1955), художник.
- 676—685.

Лютейн, Ф., художник.
- 2449.

## М
Мазырин, Виктор Александрович (Viktor Mazyrin) (1859—1919), архитектор.
- 2723.

Майорова, Лидия Фёдоровна (Lidiya Mayorova) (1927—2008), гравёр.
- 2218; 2233, 2234, 2244; 2381; 2384; 2388; 2425; 2429; 2488; 2805; 3028; 3033; 3036; 3039; 3105.

Максимов, Константин Иванович (1893—1939), художник.
- 299, 301.

Малютин, Сергей Васильевич (Sergey Malyutin) (1859—1937), художник.
- 1965.

Мандрусов, Александр Александрович (1905—1945), художник.
- 846, 850, 852, 853; 860, 861; 865—868; 883—886; 894—907; 913; 931—957; 960—962; 987; 1039—1045; 1055—1062; 1064—1071; 1345, 1346; 1389, 1390; 1754.

Манизер, Матвей Генрихович (Matvey Manizer) (1891—1966), скульптор.
- 639; 675; 1755; 1763; 2235; 2265; 2319; 2320; 2551.

Маркина, И., художник.
- 2090.

Маркс, Карл (Karl Marx) (1818—1883), факсимиле подписи.
- 408.

Мартос, Иван Петрович (Ivan Martos) (1754—1835), скульптор.
- 1079; 1162; 2517.

Марфельд, Роберт Робертович (Robert Marfeld) (1852—1921), архитектор.
- 3138.

Матейко, Ян (Jan Matejko) (1838—1893), художник.
- 1808.

Маторин, Михаил Владимирович (Mikhail Matorin) (1901—1976), художник.
- 398.

Маттарнови, Георг Иоганн (Georg Johann Mattarnovi) (?—1719), архитектор.
- 1359; 1966; 2000.

Матэ, Василий Васильевич (Vasily Mate) (1856—1917), художник.
- 747, 748; 2809.

Машков, Иван Павлович (Ivan Mashkov) (1867—1945), архитектор.
- 459, 460.

Маяковский, Владимир Владимирович (Vladimir Mayakovsky) (1893—1930), факсимиле подписи.
- 2905.

Медведев, А. А., архитектор.
- 1538, 1539.

Мезенцев, Борис Сергеевич (Boris Mezentsev) (1911—1970), архитектор.
- 1578.

Менелас, Адам Адамович (Adam Menelaws) (1753—1831), архитектор.
- 1503.

Мержанов, Мирон Иванович (Miron Merzhanov) (1895—1975), архитектор.
- 707.

Меркулов, Юрий Александрович (Yuri Merkulov) (1901—1979), художник.
- 354, 356.

Меркуров, Сергей Дмитриевич (Sergey Merkurov) (1881—1952), скульптор.
- 740; 2492.

Мехель, Кристиан фон (1737—1817), гравёр.
- 2000.

Микеланджело (Michelangelo) (1475—1564), скульптор.
- 3027.

Микешин, Михаил Осипович (Mikhail Mikeshin) (1835—1896), скульптор.
- 1760; 2868.

Микиртичан, М., художник.
- 2356.

Микоша, Владислав Владиславович (Vladislav Mikosha) (1909—2004), фотограф.
- 751—767.

Минкус, Михаил Адольфович (Mikhail Minkus) (1905—1963), архитектор.
- 1581; 1711.

Миронова, Марина Алексеевна (1913—?), художник.
- 1777.

Миропольский, Леонтий Семёнович (Leontiy Miropolskiy) (1759—1819), художник.
- 227, 228; 1966; 2641.

Михайлов, Александр Алексеевич (1770—1847), архитектор.
- 915, 917, 919, 921; 1073, 1075; 1159; 2046; 2257.

Михайлов, В. К., художник.
- 2944.

Михеев, И., художник.
- 1010—1012; 1064—1071.

Михеев, Н., гравёр.
- 1569—1571; 1998; 2240, 2245; 2434; 2578.

Мндоянц, Ашот Ашотович (Ashot Mndoyants) (1910—1966), архитектор.
- 1583; 2668; 3137.

Мокроусов, И., гравёр.
- 2219; 2237, 2242; 2389; 2431; 2582; 2804; 3033; 3037.

Моллер, Фёдор Антонович (Otto Friedrich Theodor von Möller) (1812—1874), художник.
- 1674; 2293.

Монигетти, Ипполит Антонович (Ippolit Monighetti) (1819—1878), архитектор.
- 1509.

Моравов, Александр Викторович (Aleksandr Moravov) (1878—1951), художник.
- 237, 240.

Мордвинов, Аркадий Григорьевич (Arkady Mordvinov) (1896—1964), архитектор.
- 653; 1580.

Мунц, Владимир Оскарович (Vladimir Munz) (1903—1974), архитектор.
- 2417; 3040.

Мунц, Оскар Рудольфович (Oscar Munz) (1871—1942), архитектор.
- 329; 1665, 1666.

Мухин, Виктор Иванович (Viktor Moechin) (1914—1977), скульптор.
- 2254.

Мухина, Вера Игнатьевна (Vera Mukhina) (1889—1953), скульптор.
- 580, 582; 2100; 2323; 2324; 2516; 2884, 2887.

Мыльников, Андрей Андреевич (Andrei Mylnikov) (1919—2012), художник.
- 2669; 2685; 2926.

## Н
Надёжин, Дмитрий Александрович (1935—2013), художник.
- 2933; 2934; 3185.

Налбандян, Дмитрий Аркадьевич (Dmitry Nalbandyan) (1906—1993), художник.
- 1848; 2695.

Наппельбаум, Моисей Соломонович (Moisej Nappelbaum) (1869—1958), фотограф.
- 1751.

Наумов, Фёдор Петрович (1909—?), архитектор.
- 2552.

Нестеров, Михаил Васильевич (Mikhail Nesterov) (1862—1942), художник.
- 1435, 1436.

Нечаева, Тамара Павловна (Tamara Nechayeva) (1922—2003), скульптор.
- 1685.

Никитин, Валентин Фёдорович (1919), художник.
- 2675.

Никитина, Т. М., гравёр.
- 2005; 2150—2152; 2232, 2236, 2243; 2426; 2430; 2433; 2583; 2639; 2845; 2962; 2998, 2999; 3038; 3103; 3106.

Никонов, Николай Митрофанович (Nikolay Nikonov) (1889—1975), художник.
- 232, 235, 276, 277.

Новицкий, Евгений Фомич (1911—?), художник.
- 1909.

Новский, С., художник.
- 362, 365; 415, 420, 421, 429, 431; 640, 641, 644; 717—719; 2288.

Лида Носова, детский рисунок.
- 2436.

## О
Огарёв, Николай Платонович (Nikolay Ogarev) (1813—1877), факсимиле подписи.
- 2810.

Огурцов, Бажен, архитектор.
- 454—458, 700, 806; 1078, 1079; 1157; 1161, 1162; 1253—1255; 1384; 1575; 1652; 1682; 1698; 2137, 2138; 2202, 2209, 2215; 2370; 2440; 2473, 2474; 2668; 2943; 3137.

Одоевский, Александр Иванович (Alexander Odoevsky) (1802—1839), факсимиле подписи.
- 1708.

Окас, Эвальд Карлович (Evald Okas) (1915—2011), художник.
- 2602.

Оленев, Михаил Фёдорович (1901—1985), архитектор.
- 1500, 1501.

Опекушин, Александр Михайлович (Alexander Opekushin) (1838—1923), скульптор.
- 539—542.

Ольхов, А., художник.
- 2505.

Орлов, Георгий Михайлович (Georgy Orlov) (1901—1985), архитектор.
- 398, 1101, 1102; 1231.

Осипов, Алексей Агапиевич (около 1770—после 1847), гравёр.
- 1627; 2230.

Осипов, Дмитрий Петрович (Dmitry Osipov) (1887—1934), архитектор.
- 243, 244, 280.

Островский, Николай Алексеевич (Nikolai Ostrovsky) (1904—1936), факсимиле подписи.
- 3033.

Оцуп, Пётр Адольфович (Pyotr Otsup) (1883—1963), фотограф.
- 288—290, 321; 477; 559; 911; 999, 1000, 1003; 1109; 1229; 1846; 2064; 2144—2146; 2202, 2209, 2215; 2411—2413; 2569; 2684.

## П
Павлов, Александр Николаевич (1883—1968), гравёр.
- 2653.

Павлов, Николай Александрович (1899—1968), художник.
- 1679—1682.

Палевич, И., архитектор.
- 442.

Панфилов, Виктор Михайлович (1924—2009), художник.
- 2826.

Паремузова, Наталья Федоровна (1907—1991), архитектор.
- 2492.

Парлерж, Петр (Peter Parler) (1330 или 1333—1399), архитектор.
- 2419.

Патон, Евгений Оскарович (Evgeny Paton) (1870—1953), инженер.
- 2924.

Пашков, Георгий Павлович (Georgy Pashkov) (1887—1925), художник.
- 91—98.

Перов, Василий Григорьевич (Vasily Perov) (1834—1882), художник.
- 1259, 1260; 1886—1888; 1899; 1943.

Першудчев, Иван Гаврилович (Ivan Pershudchev) (1915—1987), скульптор.
- 2552.

Петраускас, Микас (Mikas Petrauskas) (1873—1937), композитор.
- 2918.

Петров, Василий Александрович (Vasily Aleksandrovich Petrov) (1916—1992), архитектор.
- 2322.

Петров, Г., фотограф.
- 522, 1048.

Пешкова, Л. Н., художник.
- 2945; 3034.

Пименов, Валерий Васильевич (Valery Pimenov) (1920—2008), художник.
- 2059, 2060; 2066, 2068, 2069; 2079—2081, 2084, 2087, 2088, 2091; 2169, 2170; 2182—2195; 2331, 2332; 2335—2338; 2359; 2393; 2404; 2467—2469; 2475; 2493; 2507; 2508; 2521—2529; 2546; 2568; 2571; 2572; 2584—2586; 2619; 2620; 2622; 2626—2628; 2651; 2658; 2712; 2801; 2821—2823; 2846—2849; 2909—2915; 2940—2942; 3027—3029; 3102; 3116; 3117.

Пинчук, Вениамин Борисович (Veniamin Pinchuk) (1908—1987), скульптор.
- 808, 810; 1490; 2689.

Пирожкова, Антонина Николаевна (Antonina Pirozhkova) (1909—2010), инженер.
- 1541.

Письменный, А. А., скульптор.
- 3022, 3023.

Платонов, Павел Харлампиевич (1902—1968), художник.
- 795, 797; 812—816; 1093—1097.

Плетнёв, Адольф Владимирович (1932), художник.
- 3185.

Плотников-Грудинов, А., художник.
- 406—408; 438.

Покорный, Карел (Karel Pokorný) (1891—1962), скульптор.
- 2418.

Покровский, Владимир Александрович (Vladimir Pokrovski) (1871—1931), архитектор.
- 329; 1665, 1666.

Поленов, Василий Дмитриевич (Vasily Polenov) (1844—1927), художник.
- 1702.

Поллак, Михай (Mihály Pollack) (1773—1855), архитектор.
- 1616.

Полупанов, Стефан Николаевич (1904—1957), архитектор.
- 757; 1486; 2235.

Поляков, Леонид Михайлович (Leonid Polyakov) (1906—1965), архитектор.
- 1537; 1579; 1654; 1697.

Полякова, Т. Р., скульптор.
- 2243.

Полянский, Александр Павлович (1911—?), художник.
- 2139—2142.

Поманский, Сергей Акимович (Sergey Pomansky) (1906—1987), художник.
- 611—624; 628, 629, 631, 632; 634—639; 664, 666; 673—675; 687, 689; 702—716; 728—730; 741, 742, 745; 747—750; 1072—1079; 1159—1162; 1502—1509; 1520, 1521; 1569—1571; 1623; 1710—1713; 1717; 1735—1742; 1757; 1809; 1837—1840; 1896—1898; 1936; 1979, 1980; 2011, 2012; 2054; 2098—2100; 2129—2134; 2155; 2232—2246; 2281; 2365, 2366; 2381—2389; 2470, 2471; 2484; 2639; 2640; 2804; 2806; 2845; 2905; 2962; 2965, 2966; 3103.

Поркшьян, Р. Х., художник.
- 796.

Посохин, Михаил Васильевич (Mikhail Posokhin) (1910—1989), архитектор.
- 1583; 2668; 3137.

Постник Яковлев (Postnik Yakovlev) (XVI век), архитектор.
- 1078; 1161; 1174.

Постников, Григорий Николаевич (Grigoriy Postnikov) (1914—1978), скульптор.
- 2571; 2762—2766; 2780, 2781.

Постников, Сергей Петрович (Sergey Postnikov) (1826—1880), художник.
- 1933.

Посядо, Анатолий Иванович (1908—1987), скульптор.
- 2552.

Прагер, Владимир Исаакович (1903—1960), художник.
- 1667.

Прикот, Борис Михайлович, инженер.
- 1538, 1539.

Прокопинский, Геннадий Иванович (1921—1979), художник.
- 2121.

Прокофьев, Сергей Сергеевич (Sergei Prokofiev) (1891—1953), композитор.
- 2647; 3028.

Пророков, Борис Иванович (Boris Ivanovich Prorokov) (1911—1972), художник.
- 2598.

Простаков, Николай А., архитектор.
- 1590.

Пуссен, Никола (Nicolas Poussin) (1594—1665), художник.
- 3151.

Пушнин, Александр Тихонович (Alexander Pushnin) (1921—1991), художник.
- 1748.

Пчёлко, Игорь Иванович (1931—2009), художник.
- 2780, 2781; 2784; 2805.

Пятницкий, Пётр Григорьевич (1788—1855), архитектор.
- 1794, 1795.

## Р
Рабин, Александр Сергеевич (1916—?), скульптор.
- 2243.

Рабинович, Иосиф Александрович (1895—1977), скульптор.
- 1500, 1501.

Разумовская-Шемурина, А., художник.
- 28—31.

Райт, Томас (Thomas Wright) (1792—1849), гравёр.
- 536—538, 542.

Растрелли, Бартоломео Франческо (Francesco Bartolomeo Rastrelli) (1697—1771), архитектор.
- 1223.

Рейндорф, Гюнтер-Фридрих Германович (Günther Reindorff) (1889—1974), художник.
- 5, 10, 12, 13, 16, 21, 24; 38, 41, 42, 49; 88—90; 209, 211.

Рембрандт (Rembrandt) (1606—1669), художник.
- 1951.

Репин, Илья Ефимович (Ilya Repin) (1844—1930), художник.
- 674; 933—942; 1701; 1799; 1894; 1907; 1924, 1925; 1976; 2057, 2058; 2098; 3000, 3001.

Рерберг, Иван Иванович (Ivan Rerberg) (1869—1932), архитектор.
- 328, 330, 339; 1166, 1168.

Рожин, Игорь Евгеньевич (Igor Rozhin) (1908—2005), архитектор.
- 1536, 1540; 1914, 2045; 2167; 2320.

Розенфельд, Зиновий Моисеевич (Zinovy Rozenfeld) (1904—1990), архитектор.
- 2323.

Ройнишвили, А. С., художник.
- 587.

Ростковский, Андрей Константинович (Andrey Rostkovsky) (1908—2000), архитектор.
- 1582.

Ротин, А., художник.
- 363, 366.

Рубан, Игорь Павлович (Igor Ruban) (1912—1996), художник.
- 1851—1853; 1893; 2229; 2694.

Рубаненко, Борис Рафаилович (Boris Rubanenko) (1910—1985), архитектор.
- 2236.

Руднев, Лев Владимирович (Lev Rudnev) (1885—1956), архитектор.
- 1576; 1681; 1729; 1809; 1838, 1840; 2015; 2037, 2042; 2047; 2065, 2070; 2155; 2168; 2173, 2175; 2257; 2417; 2441; 2561, 2564; 2932; 3040.

Рундальцов, Михаил Викторович (1871—1935), гравёр.
- 871, 872; 1751.

Рухкян, Грачия (Грачья) Липаритович (1919—1992), художник.
- 2768.

Рухлядев, Алексей Михайлович (Aleksey Rukhlyadev) (1882—1946), архитектор.
- 658; 1154, 1156.

Рыжков, К. С., архитектор.
- 1538, 1539.

Рыклин, Владимир Михайлович (Vladimir Ryklin) (1934), художник.
- 2933; 2934.

Ряховский, Юрий Васильевич (Yury Ryakhovsky) (1923—2006), художник.
- 2601; 2613; 2632; 2636; 2689—2693; 2713; 2800; 2855—2860; 2868; 2923; 2967; 3109; 3174; 3175.

## С
Савельев, Леонид Иванович (1903—1965), архитектор.
- 548; 1074; 1177.

Савицкий, Георгий Константинович (Georgi Sawizki) (1887—1949), художник.
- 773, 779; 968, 970, 971; 1963.

Савицкий, Константин Аполлонович (Konstantin Savitsky) (1844—1905), художник.
- 1802—1804.

Саврасов, Алексей Кондратьевич (Alexei Savrasov) (1830—1897), художник.
- 1908.

Сапронов, И., гравёр.
- 2238, 2239, 2241; 2382, 2383; 2385; 2387; 2427; 2502; 2540; 2577; 2708; 2945; 2996, 2997; 3026; 3034; 3131.

Сардарян, Патвакан Маркарович (1905—1977), архитектор.
- 657.

Сафарян, Самвел Аракелович (1902—1969), архитектор.
- 763; 2492.

Сварог, Василий Семёнович (Vasily Svarog) (1883—1946), художник.
- 769, 775.

Сегал, Александр Израилевич (Alexander Izrailyevich Segal) (1905—1971), художник.
- 2414.

Селиванов, Иван Егорович (1907—1988), художник.
- 2172.

Семёнов, Анатолий Александрович (Anatoly Semyonov) (1841—1917), инженер.
- 1505.

Серафимович, Александр Серафимович (Alexander Serafimovich) (1863—1949), факсимиле подписи.
- 2807.

Сергеев, Леонард (1936—?), художник.
- 2671—2674; 2753; 2761; 2852—2854; 2871; 2888—2891; 2926—2931; 2947; 2968—2970; 3055; 3089; 3091—3095; 3098; 3104; 3110—3112; 3115; 3122; 3176—3178.

Серебрянский, Борис Иванович (1920), гравёр.
- 2247.

Серов, Валентин Александрович (Valentin Serov) (1865—1911), художник.
- 1568.

Серов, Владимир Александрович (Vladimir Aleksandrovich Serov) (1920—2000), художник.
- 1669; 1749.

Сидельников, В., художник.
- 693—701.

Сидоренко, Александр Алексеевич (Aleksandr Sidorenko) (1907—?), архитектор.
- 2254.

Симбирцев, Василий Николаевич (Vasiliy Simbirtsev) (1901—1982), архитектор.
- 547, 550.

Симонов, Григорий Александрович (Grigori Simonov) (1893—1974), архитектор.
- 2236.

Скулме, Ото (Oto Skulme) (1889—1967), художник.
- 2650.

Слуцкий, Ф., художник.
- 369, 374, 394.

Смирнов, Вадим Вячеславович (1925—1990), гравёр.
- 2217; 2235; 2428; 2432; 2579—2581; 2640; 2806; 3029; 3035; 3131.

Смирнов, И., художник.
- 296; 319, 322, 337.

Смоляк, Николай Петрович (1910—1963), художник.
- 1517.

Смоляков, А., художник.
- 2390.

Снарский, Олег Владимирович (1923), художник.
- 2078; 2101; 2172; 2549.

Соколов, Е. И., художник.
- 1239—1242; 1322—1327; 1398, 1399; 1406, 1407; 1418—1421; 1454, 1455; 1480; 1522—1524; 1526; 1609, 1610; 1618—1621; 1659—1663; 1699; 1772—1776, 1778.

Соколов, Илья Алексеевич (Ilya Sokolov) (1890—1968), художник.
- 397, 399—401; 496—499; 676—685; 839; 1752.

Соколов, Михаил Георгиевич (Mikhail Sokolov) (1875—1953), художник.
- 1596.

Соколов, Николай Александрович (Nikolay Sokolov) (1903—2000), художник.
- 2292.

Соколов, Сергей Фёдорович (1893—?), художник.
- 1846; 1857; 1902, 1903; 1963; 1965; 2394; 2464; 2504; 2555; 2576; 2596; 2758; 2759; 2807; 2808; 2811; 2812; 2829; 2831—2833; 2925; 3090; 3096; 3097; 3118; 3120; 3121; 3128; 3150—3153; 3155.

Нина Соколова, детский рисунок.
- 2437.

Соколов-Скаля, Павел Петрович (Pavel Sokolov-Skalya) (1899—1961), художник.
- 771, 777; 1847.

Солари, Пьетро Антонио (Pietro Antonio Solari) (ок. 1445—1493), архитектор.
- 454—458, 700, 806; 1078, 1079; 1157; 1161, 1162, 1171; 1253—1255; 1384; 1575; 1652; 1682; 1698; 1746; 2137, 2138; 2202, 2209, 2215; 2370; 2404; 2440; 2473, 2474; 2651; 2668; 2943; 3137.

Сорокин, Иван Семёнович (Ivan Semyonovich Sorokin) (1910—1986), художник.
- 1396.

Сталин, Иосиф Виссарионович (Joseph Stalin) (1878—1953), факсимиле подписи.
- 1797, 1798.

Стамо, Евгений Николаевич (Evgeny Stamo) (1912—1987), архитектор.
- 2668; 3137.

Стапран, Освальд Андреевич (Oswald Stapran) (1901—1984), архитектор.
- 548; 1074; 1177.

Староносов, Петр Николаевич (1893—1942), художник.
- 831.

Столярский, К., художник.
- 648, 652.

Стрелков, Александр Фёдорович (Alexander Strelkov) (1923—2000), архитектор.
- 1712.

Строганова, Надежда Сергеевна (1922—2011), художник.
- 3162—3171.

Суворов, Анатолий Андреевич (Anatoly Suvorov) (1890—1943), художник.
- 396.

Судковский, Руфин Гаврилович (Rufin Sudkovsky) (1850—1885), художник.
- 1972.

Суриков, Василий Иванович (Vasily Surikov) (1848—1916), художник.
- 812—816; 1234, 1235; 1516.

Сухов, М., художник.
- 2356; 2364; 2395; 2417; 3040.

Суходолов, Николай Макарович (Nikolai Suchodolow) (1920—2011), скульптор.
- 2550.

Сысоев, Николай Александрович (1918—2001), художник.
- 1812.

## Т
Таманян, Александр Ованесович (Alexander Tamanian) (1878—1936), архитектор.
- 1573.

Таманян, Геворг Александрович (Gevorg Tamanyan) (1910—1993), архитектор.
- 1573.

Таранов, Иван Георгиевич (Ivan Taranov) (1906—1979), архитектор.
- 1710.

Тарас, Ефим Николаевич (1910—1981), художник.
- 2265; 3070.

Теребенёв, Иван Иванович (Ivan Terebenyov) (1780—1815), скульптор.
- 1736, 1740.

Терещенко Николай Иванович (1924—2005), художник.
- 1868.

Терморуков, Н., художник.
- 663, 665; 669; 744; 806, 807; 1584—1586.

Тимм, Василий Фёдорович (Georg Wilhelm Timm) (1820—1895), художник.
- 1694; 1791, 1792.

Тоидзе, Ираклий Моисеевич (Irakli Toidze) (1902—1958), художник.
- 817, 818; 1970; 2067; 2623.

Толоконников, Анатолий Алексеевич (Anatoly Alexeevich Tolokonnikov) (1897—1965), художник.
- 1110—1113.

Толстой, Лев Николаевич (Leo Tolstoy) (1828—1910), факсимиле подписи.
- 2489—2491.

Тома де Томон, Жан-Франсуа (Jean-François Thomas de Thomon) (1760—1813), архитектор.
- 2010.

Томский, Николай Васильевич (Nikolai Tomsky) (1900—1984), скульптор.
- 754; 886; 2639.

Тон, Константин Андреевич (Konstantin Thon) (1794—1881), архитектор.
- 807; 1171, 1176, 1178; 1449, 1450; 1746; 2404; 2651; 2805.

Торнтон, Уильям (William Thornton) (1759—1828), архитектор.
- 2370.

Торотадзе, Владимир Эрастович (1918), художник.
- 2248.

Трезини, Доменико (Domenico Trezzini) (1670—1734), архитектор.
- 1225; 1978.

Трипольская, Елизавета Родионовна (1881—1958), скульптор.
- 442; 2245.

Троицкий, Алексей Петрович (1872—?), художник, гравёр.
- 73—85; 220—226, 307—309; 394; 454—460; 670—672.

Тропинин, Василий Андреевич (Vasily Tropinin) (1776—1857), художник.
- 1131, 1132; 1691.

Труш, Иван Иванович (Ivan Trush) (1869—1941), художник.
- 1926—1928.

Тыранов, Алексей Васильевич (Alexey Tyranov) (1807—1859), художник.
- 1586.

Тырса, Николай Андреевич (Nikolay Tyrsa) (1887—1942), художник.
- 300.

## У
Уллас, Николай Николаевич (Nikolay Ullas) (1914—2009), архитектор.
- 1914, 2045; 2167.

Ульянов, Николай Павлович (Nikolai Ulyanov) (1875—1949), художник.
- 2989.

Уокер, Джеймс (James Walker) (ок. 1760—ок. 1823), гравёр.
- 802, 803.

Уолтер, Томас Астик (Thomas Ustick Walter) (1804—1887), архитектор.
- 2370.

Усейнов, Микаэль Алескерович (Fyodor Fedorovsky) (1905—1992), архитектор.
- 760; 1528; 2238.

Успенский, Глеб Иванович (Gleb Uspensky) (1843—1902), факсимиле подписи.
- 2809.

Уткин, Николай Иванович (Nikolai Utkin) (1780—1863), гравёр.
- 804, 805; 1515, 1518; 1960—1962.

Ушенин, Христофор Александрович (1903—1965), художник.
- 2319—2324; 2489—2491; 2550—2552; 2630.

## Ф
Файдыш-Крандиевский, Андрей Петрович (1920—1967), скульптор.
- 2620.

Файнгерш, Александр Исаакович (1925—?), художник.
- 2368.

Фальконе, Этьен Морис (Étienne Maurice Falconet) (1716—1791), скульптор.
- 1224; 1738, 1742; 1967; 2012.

Федоровский, Фёдор Фёдорович (Fyodor Fedorovsky) (1883—1955), художник.
- 395.

Федотов, Павел Андреевич (Pavel Fedotov) (1815—1852), художник.
- 1700.

Федченко, Василий Харлампиевич (Vasyl Fedchenko) (1907—1979), скульптор.
- 2254.

Фидлер, Николай Владимирович (1900—?), художник.
- 1624—1626.

Фомин, Иван Александрович (Ivan Fomin) (1872—1936), архитектор.
- 1230.

Француз, Исидор Аронович (Isidor Frantsoez) (1896—1991), архитектор.
- 370; 454—458; 913, 1107—1109; 1227—1229; 1253; 1360—1363; 1384; 2202, 2209, 2215; 2760.

Фридман, Даниил Фёдорович (Daniil Fridman) (1887—1950), архитектор.
- 2705.

Фросте, Николя-Себастьян (Nicolas Sébastien Frosté) (1790—1856), художник.
- 804, 805; 1515, 1518; 1960—1962.

Бон Фрязин (Bon Frianzine) (конец XV—начало XVI веков), архитектор.
- 1072.

## Х
Хаджиев, Айхан (1924—1998), художник.
- 2364.

Хандманн, Эмануэль (1718—1781), художник.
- 2000.

Харламов, Матвей Яковлевич (Matvey Harlamov) (1870—1930), скульптор.
- 2056.

Хиббард, Фредерик (Frederick Hibbard) (1881—1950), скульптор.
- 2503.

Хильдебрандт, Иоганн Лукас фон (Johann Lukas von Hildebrandt) (1668—1745), архитектор.
- 3183.

Христенко, Николай Павлович (1897—1993), художник.
- 772, 778.

Хряков, Александр Фёдорович (Aleksandr Khryakov) (1903—1976), архитектор.
- 1576; 1681; 1729; 1838, 1840; 2037, 2042; 2047; 1914, 2045; 2047; 2065, 2070; 2155; 2167; 2168; 2173, 2175; 2257; 2441; 2561, 2564; 2932.

## Ч
Чайковский, Пётр Ильич (Pyotr Ilyich Tchaikovsky) (1840—1893), композитор.
- 2648.

Чернышёв, Г., инженер.
- 2871.

Чернышёв, Павел Михайлович (1917—1988), художник.
- 1901, 1905; 1924, 1925; 1929, 1930; 1938, 1939, 1942; 1960—1962; 2053; 2105; 2114; 2173—2175; 2611; 2612; 2715.

Чернышёв, Сергей Егорович (Георгиевич) (Sergej Chernyshov) (1881—1963), архитектор.
- 1576; 1681; 1729; 1838, 1840; 2037, 2042; 2047; 2065, 2070; 2155; 2168; 2173, 2175; 2257; 2441; 2561, 2564; 2932.

Чернышёва, Зинаида Сергеевна (1909—1984), архитектор.
- 1542.

Четия, Г., художник.
- 2082.

Чечулин, Дмитрий Николаевич (Dmitry Chechulin) (1901—1981), архитектор.
- 636, 637; 659; 1141—1142; 1151; 1577, 1582.

Чичагов, Дмитрий Николаевич (Dmitry Chichagov) (1835—1894), архитектор.
- 809, 811; 1077; 1160; 1502.

Сономын Чоймбол (Sonomyn Choimbol) (1907—1970), скульптор.
- 2595.

Чучелов, Геннадий Васильевич (1925—1985), художник.
- 2079—2081, 2084, 2087, 2088, 2091; 2177; 2226; 2231; 2260; 2494—2501.

## Ш
Шагин, Иван Михайлович (Ivan Shagin) (1904—1982), фотограф.
- 1163—1178.

Шадр, Иван Дмитриевич (Ivan Shadr) (1887—1941), художник, скульптор.
- 73—85; 99—194; 281—287, 291—295; 314, 320, 331, 336, 340, 344; 2718.

Шапенков, И. И., художник.
- 3073—3084.

Шапиро, А., художник.
- 830.

Шаров, Лев Михайлович (1922—1979), художник.
- 2741; 2782; 2872—2877; 2904; 3123—3127.

Шарова, З. Я., художник.
- 3123—3127.

Швабинский, Макс (Max Švabinský) (1873—1962), художник.
- 1661.

Швертфегер, Леонард Теодор (Leonard Theodor Schwertfeger) (около 1680—после 1738), архитектор.
- 1978.

Шевердяев, Николай Алексеевич (1872—1952), гравёр.
- 653—659.

Шевцов, Н. И., художник.
- 3072; 3179; 3181; 3182.

Шевченко, Тарас Григорьевич (Taras Shevchenko) (1814—1861), художник, факсимиле подписи.
- 673; 1976; 2548; 2549; 2805; 2995; 2998, 2999.

Шервуд, Владимир Иосифович (Vladimir Osipovich Sherwood) (1832—1897), архитектор.
- 1505.

Шишкин, Иван Иванович (Ivan Shishkin) (1832—1898), художник.
- 1265, 1266; 2466.

Шмидштейн, А. И., художник.
- 2709; 2710; 2771—2779; 2802, 2803; 2813—2816; 2869; 2870; 2903; 3008; 3024; 3156; 3157.

Шохин, Николай Александрович (Nikolay Shokhin) (1819—1895), архитектор.
- 1509.

Шопен, Фридерик (Frédéric Chopin) (1810—1849), факсимиле нот.
- 2505.

Шрейер, Иоганн Фридрих Мориц (Schreyer, Johann Friedrich Moritz) (1768—1795), гравёр.
- 1357, 1358; 2640.

Шрётер, Виктор Александрович (Victor Schröter) (1839—1901), архитектор.
- 1757.

Штейндль, Имре (Imre Steindl) (1839—1902), архитектор.
- 1615.

Штеллер, Павел Павлович (Pavel Shteller) (1910—1977), архитектор.
- 2668; 3137.

Шубин, Федот Иванович (Fedot Shubin) (1740—1805), художник.
- 1855, 1856.

Шульц, Иоганн (Johann Schultz) (?—1786), архитектор.
- 1553.

Шульце, Кристиан Готтфрид (Schulze, Christian Gottfried) (1749—1819), художник.
- 1357, 1358; 2640.

Шухов, Владимир Григорьевич (Vladimir Shukhov) (1853—1939), архитектор.
- 1395, 1397; 2946.

## Щ
Щедрин, Феодосий Фёдорович (1751—1825), скульптор.
- 1736, 1740.

Щипков, М., художник.
- 1755.

Щукин, Степан Семёнович (Stepan Shchukin) (1754—1828), художник.
- 2614.

Щуко, Владимир Алексеевич (Vladimir Shchuko) (1878—1939), архитектор.
- 549, 551; 655; 680; 766; 1735, 1737, 1739, 1741; 2008; 2011; 2048—2050; 2704; 3025.

Щуко, Георгий (Юрий) Владимирович (Georgy Shchuko) (1905—1960), архитектор.
- 680, 766.

Щусев, Алексей Викторович (Alexey Shchusev) (1873—1949), архитектор.
- 212—219; 370; 454—458; 543, 545, 548; 657; 710; 913; 1074; 1107—1109; 1167, 1172, 1177; 1227—1229; 1253; 1360—1363; 1384; 1485; 1713; 2202, 2209, 2215; 2760.

## Э
Эберлинг, Альфред Рудольфович (Alfred Eberling) (1872—1951), художник.
- 288—290; 321; 559.

Эггинк, Иван Егорович (Johann Lebrecht Eggink) (1748—1803), художник.
- 943, 944.

Эйзенштейн, Сергей Михайлович (Sergei Eisenstein) (1898—1948), режиссёр.
- 396.

Элькинский, Александр Филиппович (Alexander Elkinsky) (?—1827), архитектор.
- 1449, 1450; 2805.

## Ю
Юркунас, Витаутас (Vytautas Jurkūnas) (1910—1993), гравёр.
- 2971.

## Я
Якимченко, Александр Георгиевич (1878—1929), художник.
- 73—80; 281—295.

Яковлев, А. М., художник.
- 1919.

Яковлев, Василий Николаевич (Vasily Yakovlev) (1893—1953), художник.
- 1696.

Яковлев, Георгий Константинович (1903—1969), архитектор.
- 370; 454—458; 913, 1107—1109; 1227—1229; 1253; 1360—1363; 1384; 2202, 2209, 2215; 2760.

Яковлев, Константин Николаевич (Konstantin Yakovlev) (1896—1982), архитектор.
- 635; 1149.

Яковлев, Юрий Николаевич (1902?—1941), архитектор.
- 635; 1149; 1360—1363.

Ярошенко, Николай Александрович (Nikolai Yaroshenko) (1846—1898), художник.
- 1693; 2716.